# Lombardore
Lombardore là một đô thị ở tỉnh Torino trong vùng Piedmont, có vị trí cách khoảng 20 km về phía bắc của Torino. Tại thời điểm ngày 31 tháng 12 năm 2004, đô thị này có dân số 1.555 người và diện tích là 12,7 km².
Lombardore giáp các đô thị: Rivarolo Canavese, Bosconero, Rivarossa, San Benigno Canavese, San Francesco al Campo, Leinì, và Volpiano.